# دانشگاه اسلامی تاجیکستان
دانشگاه اسلامی تاجیکستان به نام امام اعظم ابوحنیفه در سال ۱۹۹۷ میلادی، پس از برچیدن ادارهٔ مُفتیات با تصویب انجمن مسلمانان جمهوری تاجیکستان در موافقت با کمیتهٔ عاید به کارهای دینی نزد جمهوری تاجیکستان تشکیل گردید.
دانشگاه با یاری متخصصانی از دانشگاه ملی تاجیکستان، آکادمی (فرهنگستان) علوم، دانشگاه آموزگاری، دانشگاه بین‌المللی الازهر مصر، وزارت معارف (آموزش و پرورش) جمهوری و کمیتهٔ عاید به کارهای دینی نزد جمهوری برنامه‌های آموزشی خود را تدوین نمود.
از سال ۱۹۹۹ میلادی به عضویت فدراسیون دانشگاه‌های جهان اسلام درآمد.
امتحانات نهایی این دانشگاه زیر نظر کمیسیونی مرکب از کمیتهٔ دین، آکادمی علوم جمهوری، مرکز اسلامی و استادان دانشگاه اسلامی تاجیکستان برگزار می‌شود.
این دانشگاه دارای دو دانشکدهٔ علوم اسلامی و شریعت اسلامی می‌باشد.
دانشگاه دارای کتابخانه، ۲ تالار مطالعه، مرکز آموزش کامپیوتری مجهز به اینترنت، کابین‌های ویژهٔ آموزش زبان‌های عربی و انگلیسی و مرکز تنظیم عائله می‌باشد. همچنین از سوی سفارت فدراسیون روسیه کلاسی مجهز برای آموزش زبان روسی برپا شده است. این دانشگاه برای آموزش زبان روسی با دانشگاه اسلاوی تاجیکستان و روسیه همکاری می‌کند.
در این دانشگاه ۸۱۵ تن در حال تحصیل اند که ۷۴ تن از آنان دختر می‌باشند. به یاری بانک اسلامی رشد، ساختمان بخش زنانه و خوابگاه مجهز به کتابخانه برای ۶۰ تن ساخته شده است.